# Pekua Upazila
Pekua Upazila är ett underdistrikt i Bangladesh. Det ligger i den sydöstra delen av landet, 260 km sydost om huvudstaden Dhaka.
Trakten runt Pekua Upazila består till största delen av jordbruksmark. Runt Pekua Upazila är det tätbefolkat, med 849 invånare per kvadratkilometer.